# 結核予防法
結核予防法（けっかくよぼうほう、昭和26年3月31日法律第96号）は、結核の予防および結核患者に対する適正な医療の普及に関する法律である。
結核については、1914年（大正3年）に制定された肺結核療養所ノ設置及国庫補助ニ関スル法律の簡素な規定しか存在しなかったところ、1919年（大正8年）に至り、「結核予防法」（大正8年法律第26号）が制定された。
1951年（昭和26年）には、大正8年法を廃止して、同名の「結核予防法」が新たに制定された。
本法は、2007年（平成19年）3月31日限りで廃止され、感染症法（BCGについては予防接種法）へ統合された。

## 構成
- 第一章　総則（第1―第3条の2）
- 第一章の二　基本指針等（第3条の3・第3条の4）
- 第二章　健康診断（第4条―第12条）
- 第三章　予防接種（第13条―第21条の3）
- 第四章　届出、登録及び指示（第22条―第27条）
- 第五章　伝染防止（第28条―第32条）
- 第六章　医療（第33条―第43条）
- 第七章　結核の診査に関する協議会（第44条―第50条）
- 第八章　費用（第51条―第61条）
- 第九章　罰則（第62条・第63条）
- 第十章　雑則（第64条―第72条）
- 附則